# Turtles Forever
Turtles Forever er en amerikansk tv-tegnefilm fra 2009 om Teenage Mutant Turtles. Tv-film er en crossover mellem tegnefilmserien fra 1987 og tegnefilmserien fra 2003.